# Kalktschernosem
Der Kalktschernosem ist wie der sehr nah verwandte Tschernosem ein Humusakkumulationsboden, also ein Boden mit einem tiefgründig humosem A-Horizont. Namensgebend ist der im Vergleich zum Tschernosem höhere Kalkgehalt des Bodens. Der Bodentyp wird in die Klasse T (Schwarzerden) eingeteilt. Seine Abkürzung ist TC.

## Eigenschaften und Entstehung
Dieser Bodentyp bildet sich unter semiaridem bis semihumidem und kontinentalem Klima auf kalkreichen Lockermaterialien wie Löss. Die Ausgangs- und Entstehungsbedingungen verhalten sich wie beim Tschernosem. Allerdings sind die Niederschläge bei Kalktschernosemen so gering, dass es nahezu keine Versickerung gibt. Zusätzlich kommt es mit aufsteigendem Grundwasser zu einer sekundären Kalkanreicherung im Boden. Dadurch ist der gesamte Boden bis zur Oberfläche sehr kalkreich. Oft finden sich im gesamten Bodenprofil sichtbare Kalkkonkretionen ("Lösskindel").
Die Horizontierung entspricht weitgehend der des Tschernosems (Axh/lC), allerdings wird zusätzlich das Suffix c verwendet: Acxh/lCc.
- Acxh: Humoser (h) Oberbodenhorizont (A) mit sehr hohen Kalkgehalten (c = carbonatisch; > 75 % Kalk) und viel Bodenbewegung durch Tiere (x).
- lCc: Lockeres (l) und kalkreiches (c) Ausgangsmaterial (C)

## Vorkommen
Kalktschernoseme sind die dominanten Böden der trockenen Kurzgrassteppen (Teile der Great Plains, Pampa und des Gran Chaco, Südteil der Eurasischen Steppe). In Mitteleuropa finden sich wegen der relativ humiden Verhältnisse nur sehr kleine Vorkommen in den trockensten Gebieten der Schwarzerden wie im Regenschatten des Harzes.

## Verwandte Bodentypen
Der Kalktschernosem ähnelt sehr dem Tschernosem. In der internationalen Bodenklassifikation World Reference Base for Soil Resources (WRB) korreliert er oft mit dem Kastanozem, teilweise mit dem Chernozem.

## Nutzung
Obwohl Kalktschernoseme grundsätzlich sehr fruchtbar sind, ist Landwirtschaft wegen der unsicheren Niederschläge auf Bewässerung angewiesen oder risikobehaftet. Mit gesicherten Wasserverhältnissen ermöglichen die Böden Kulturen mit hohen Ansprüchen (Weizen, Baumwolle). Sie sind aber anfällig für Wind- und Wassererosion sowie Verdichtungen.